# 小田駅 (島根県)

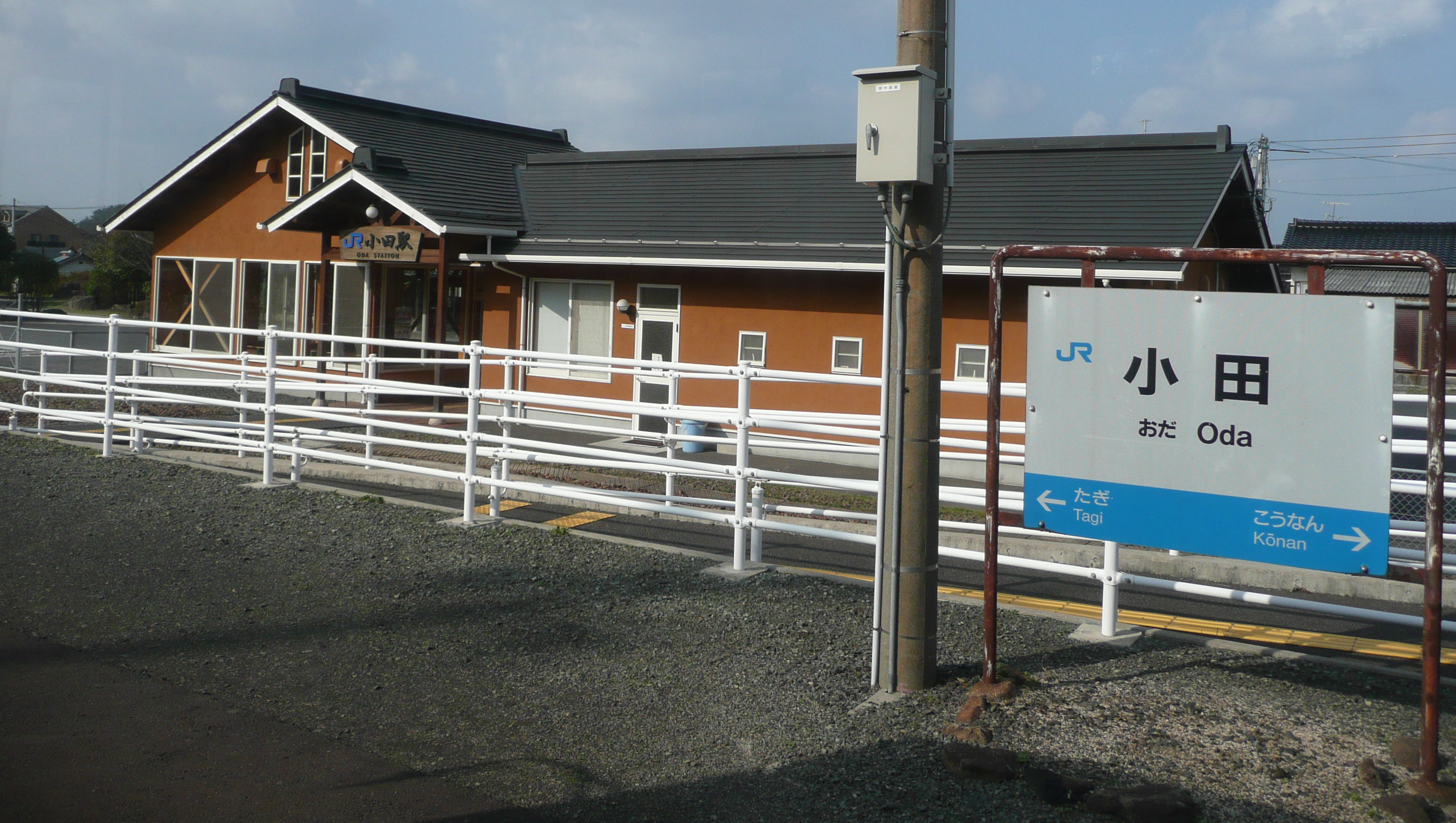
駅舎（2010年12月、ホーム側より）

小田駅（おだえき）は、島根県出雲市多伎町多岐にある、西日本旅客鉄道（JR西日本）山陰本線の駅である。

## 歴史
- 1913年（大正2年）11月21日：鉄道院山陰本線出雲今市駅（現・出雲市駅） - 当駅間延伸時に終着駅として開設[1]。客貨取扱開始[1]。
- 1915年（大正4年）3月10日：山陰本線当駅 - 石見大田駅（現・大田市駅）間延伸、途中駅となる。
- 1982年（昭和57年）11月7日：貨物取扱廃止[1]。
- 1985年（昭和60年）3月14日：荷物扱い廃止[1]。
- 1986年（昭和61年）11月1日：無人駅化[2]。
- 1987年（昭和62年）4月1日：国鉄分割民営化に伴い、西日本旅客鉄道（JR西日本）の駅となる[1]。同時に有人駅化[3]
- 1990年（平成2年）3月10日：再度無人駅化[3][4]。
- 2001年（平成13年）3月：山陰本線高速化に伴い、交換設備撤去。
- 2005年（平成17年）2月10日：多伎町循環バス（現・多伎循環バス）バスターミナルを併設した新駅舎竣工。

## 駅構造
益田方面に向かって右側に単式ホーム1面1線を有する地上駅（停留所）。以前は島式ホーム1面2線であったが、山陰本線高速化工事の際に駅舎側の線路が撤去され、停留所構造となった。以前構内踏切だったホーム西端通路から出入りする。
松江駅管理の無人駅。駅舎には最初から窓口は設置されていない。ホーム上に乗車駅証明書発行機があったが撤去された。

## 利用状況
2022年度の1日平均乗車人員は60人である。2004年度は121人、1994年度は146人、1984年度は137人であった。
近年の1日平均乗車人員の推移は以下の通り。
| 乗車人員推移 | 乗車人員推移 |
| 年度         | 1日平均人数  |
| ------------ | ------------ |
| 1999         | 131          |
| 2000         | 137          |
| 2001         | 123          |
| 2002         | 120          |
| 2003         | 108          |
| 2004         | 121          |
| 2005         | 97           |
| 2006         | 92           |
| 2007         | 87           |
| 2008         | 80           |
| 2009         | 75           |
| 2010         | 82           |
| 2011         | 84           |
| 2012         | 73           |
| 2013         | 71           |
| 2014         | 66           |
| 2015         | 77           |
| 2016         | 86           |
| 2017         | 89           |
| 2018         | 79           |
| 2019         | 75           |
| 2020         | 63           |
| 2021         | 56           |
| 2022         | 60           |

## 駅周辺
- 出雲市役所多伎行政センター
- 出雲市立多伎中学校
- 出雲市立岐久小学校
- 道の駅キララ多伎
- キララビーチ
- 多伎体育館
- 海辺の多伎図書館
- 出雲市立多伎幼稚園
- 出雲市シルバー人材センター多伎支部
- マリンタラソ出雲
- ラピタ多伎店
- 国道9号
- 島根県道198号小田停車場線
- 島根県道280号佐田小田停車場線

### バス路線
- 出雲市 多伎循環バス
- 一畑バス出雲市駅方面行（1日3便のみ）

## その他
- 当駅と次の田儀駅との間は撮影名所として知られ、多くの鉄道雑誌で同区間の列車写真が使用されている。なお、キハ181系の山陰地方引退時に発売された記念オレンジカードの写真もこの区間であった。
- 駅は多伎町多岐地内にあるため本来は多岐駅としたかったようだが、隣の田儀駅と紛らわしいと言う理由で多伎町多岐に隣接する小田地区の名を取って小田駅となったとされている。

## 隣の駅
西日本旅客鉄道（JR西日本）
 山陰本線
江南駅 - 小田駅 - 田儀駅

#### 統計資料
1. ↑  “島根県統計書”. しまね統計情報データベース.   島根県政策企画局. 2025年2月4日閲覧。